# 西川敏弘
西川 敏弘（にしがわ としひろ、1970年1月27日 - ）は、地方競馬の高知競馬場所属の調教師、元騎手（現役当時は國澤輝幸厩舎所属）である。勝負服の柄は胴桃、白襷、袖白。高知県出身、身長156cm、血液型はA型。
多くの地元重賞に勝利するなど活躍をしており、高知競馬騎手会の会長を務めた重鎮である。
地方競馬教養センターの同期として中西達也、吉田稔、東川公則、嬉勝則がおり、親密な関係にある。

## 来歴
1987年4月4日、高知競馬場にてコバンスター号に騎乗してデビュー。
1988年1月3日の新春杯高知県知事賞をブルラミーで制し、重賞初勝利を果たす。
2008年7月19日、高知競馬第6競走においてハーバータウン号に騎乗し、地方競馬通算2000勝を達成する。
2010年12月19日には高知競馬の新記録となる通算2243勝目を挙げる。
2013年11月2日高知競馬第7競走をラポールで勝ち、地方競馬通算2500勝を達成した。
2022年11月11日、地方競馬全国協会より「令和4年度第2回調教師・騎手免許試験」の合格者が発表され、調教師免許に合格。同年11月27日に高知競馬場で騎手引退セレモニーが行われた。同年11月30日付で騎手を引退、同年12月1日付で調教師免許が交付された。
地方通算成績は22618戦3296勝・2着3379回・3着3070回・勝率14.6%・連対率29.5%。

## エピソード
- 得意戦法を持っておらず、馬に合わせて自在に戦法を編み出すことを得意とする。
- 背中を丸めて騎乗する独特のフォームである。また時として激しく鞭を打って追い込む姿が印象的なため、「武将の突撃」に例えられることもある。
- 2003年に赤岡修次が怪我から復帰したが、騎乗機会に恵まれず成績も悪く引退しようとした。しかし西川は「この子には素質があるのにもったいない」と説得して慰留し、さらに騎乗依頼のぶつかった馬を積極的に回した。[9][10]。
- 2007年、高知に期間限定騎乗で所属した本橋孝太の素行不良に対し、厳しく叱責し泣かせた。本人から「同じ過ちを繰り返すところだった」と感謝されている[9]。

## 受賞歴
- NARグランプリ・優秀騎手賞（1990年）[11]

## 主な騎乗馬
- ブルラミー（1988年新春杯、開設記念・二十四万石賞）
- ウインウイング（1988年南国桜花賞）
- ニッポースワロー（1988年建依別特別、足摺特別、1989年建依別賞、1990年建依別賞）
- リードブレス（1989年金の鞍賞）
- ダイゴシンプー（1990年桂浜月桂冠賞）
- ヒットベンチャー（1990年金の鞍賞）
- スマノローゼン（1991年南国梅花賞）
- エンゼルホマレ（1992年長尾鶏賞）
- カムイショート（1992年RKC杯）
- キータイガー（1992年南国菊花賞）
- サクセスダイドウ（1994年南国菊花賞）
- レジェンドカオリ（1995年RKC杯）
- ダイジュマル（1996年珊瑚冠賞）
- サウンドアロー（1997年南国梅花賞）
- ラッキーイチロウ（1997年南国桜花賞）
- カウンターアタック（1998年南国梅花賞）
- ブリッジテイオー（1999年建依別賞）
- ウォーターダグ（1999年高知県知事賞、2000年黒潮マイルチャンピオンシップ、2001年黒潮スプリンターズカップ、二十四万石賞、高知県知事賞、2002年珊瑚冠賞、高知県知事賞、2003年二十四万石賞）
- ナンゴクジョオー（2000年金の鞍賞）
- チーチーキング（2003年南国桜花賞）
- エスケープハッチ（2003年マンペイ記念、南国桜花賞、2005年南国桜花賞、2007年南国桜花賞、2008年高知市長賞）
- マルチジャガー（2003年銀の鞍賞、2004年マンペイ記念、荒鷲賞、全日本アラブグランプリ、2006年南国桜花賞）
- カコイサンデー（2003年高知県知事賞）
- カイヨウソルトオー（2004年黒潮皐月賞、高知優駿）
- ロックハート（2004年南国優駿）
- トップアオバ（2005年黒潮皐月賞、黒潮菊花賞）
- レッドスターリリー（2006年黒潮菊花賞）
- スパイナルコード（2007年高知優駿、2009年トレノ賞、建依別賞、珊瑚冠賞）
- パッショネートキス（2008年高知優駿）
- リバティーフロー（2011年黒潮マイルチャンピオンシップ）
- ヒロカミヒメ（2011年金の鞍賞、2012年黒潮菊花賞）
- マインダンサー（2012年金の鞍賞）
- スクワドロン（2016年黒潮スプリンターズカップ）
- パッパカ（2017年土佐春花賞）
- セトノプロミス（2017年二十四万石賞）
- フリビオン（2017年西日本ダービー、高知県知事賞）
- ヴァリヤンツリ（2017年黒潮ジュニアチャンピオンシップ、2018年黒潮皐月賞）
- ケイマ（2019年トレノ賞）
- ウォーターマーズ（2019年黒潮マイルチャンピオンシップ、2020年だるま夕日賞、二十四万石賞）
- ダノングッド（2020年トレノ賞）
- ハルノインパクト（2020年黒潮ジュニアチャンピオンシップ、2021年土佐春花賞、黒潮皐月賞、高知優駿、土佐秋月賞）
- グランドボヌール